# Giuseppe Di Stefano
Giuseppe Di Stefano (Motta Sant'Anastasia, 24 de julho de 1921 — Santa Maria Hoè, 3 de março de 2008) foi um tenor de ópera italiano.

## Vida
Nascido em 24 de julho de 1921, na província de Catânia, Sicília, sua voz tinha um timbre aveludado e uma sonoridade suave. Começou a destacar-se no cenário lírico internacional no fim dos anos 1940, atuando na Itália, México e diversos outros países. O apogeu da fama, nos anos 1950, acabou coincidindo com o início de sua decadência, no final daquela década, quando sua voz começou a perder a flexibilidade e suavidade anteriores, provavelmente devido a uma certa indisciplina e desleixo quanto à sua própria carreira e ao fato de que, a partir de então, começou a adicionar a seu repertório papéis para tenor lírico-spinto e até dramático, o que acabou por danificar sua voz essencialmente lírica.
Suas intepretações mais conhecidas foram feitas ao lado de Maria Callas, com quem formou um famoso par operístico e manteve, durante certo tempo, um relacionamento amoroso. A primeira apresentação conjunta deles ocorreu em São Paulo, no Brasil, em La Traviata, de Verdi, no ano de 1951.
Di Stefano se notabilizou, além da beleza de sua voz e de sua dicção exemplar, pela marcante carga dramática que imprimia a seus papéis, sendo, por isso, considerado um parceiro ideal de outra grande cantora-atriz da época, Maria Callas. Entretanto, ele atuou com as mais diversas cantoras de sua geração, como Renata Tebaldi e Leontyne Price, tendo sido um cantor extremamente versátil e prolífico enquanto durou seu apogeu. Suas maiores interpretações foram, sobretudo, no repertório italiano do Bel Canto (por exemplo, no Edgardo de Lucia di Lammermoor) e do verismo (Canio, em I Pagliacci, ou Mario Cavaradossi, em Tosca), bem como nas óperas de Giuseppe Verdi (Alfredo, em La Traviata, e Alvaro, em La Forza del Destino, dentre outros)
Nos anos 1970, Giuseppe di Stefano voltou aos palcos em uma turnê de cerca de dois anos ao lado de Maria Callas. Contudo, o estado vocal desgastado dos dois era então notório, e a turnê, embora sucesso de público, não teve grandes conquistas artísticas.

## Gravações com Maria Callas
Ao longo de sua carreira, Di Stefano cantou muitas vezes e gravou outras vezes com a célebre soprano Maria Callas. Eles gravaram pela EMI. Essas gravações são:
- Lucia di Lammermoor, de Donizetti - 1953
- I puritani, de Bellini - 1953
- Cavalleria rusticana, de Mascagni - 1953
- Tosca, de Puccini - 1953
- I Pagliacci, de Leoncavallo - 1954
- Rigoletto, de Verdi - 1955
- Il trovatore, de Verdi - 1956
- La bohème, de Puccini - 1956
- Un ballo in maschera, de Verdi - 1956
- Manon Lescaut, de Puccini - 1957

No entanto, algumas de suas gravações ao vivo com Maria Callas são ainda mais célebres do que as de estúdio, com o engajamento dramático dos dois cantores ainda mais nítido. Podem ser destacadas estas apresentações:
- La Traviata, de Verdi - 1955 (regência de Carlo Maria Giulini).
- Lucia di Lammermoor - 1955 (regência de Herbert von Karajan).
- Un ballo in maschera - 1957 (regência de Gianandrea Gavazzeni).